# Paweł Dybowski
Paweł Dybowski pseudonim „Zaremba” (ur. 1826 w Rudzicy (powiat miński), zm. 1885) – uczestnik powstania styczniowego, dowódca oddziałów powstańczych w guberni mińskiej, członek polskich organizacji konspiracyjnych w Mińsku.

## Życiorys
Urodził się w Rudzicy w powiecie mińskim w 1826 roku. Był synem Leopolda Dybowskiego, marszałka powiatu mińskiego i Anny z Jeleńskich. Wychowywał się z bratem Emilem w prywatnym pensjonacie pastora w Inflantach niemieckich. 
Wyjechał do Kijowa, gdzie został aresztowany i osądzony za posiadanie literatury polskiej (utwory Mickiewicza),  wysłany na 8 lat do wojska na Kaukaz, tam dosłużył się stopnia oficerskiego. Po powrocie z Kaukazu ożenił się z Wandą Oskierczanką i osiadł w ojcowskim majątku w Rudzicy. Działał w polskich organizacjach konspiracyjnych w guberni mińskiej i Mińsku. Popierał uwłaszczenie chłopów. W czasie powstania styczniowego dowodził oddziałami powstańców w guberni mińskiej. Nosił pseudonim Zaremba. Uczestniczył w potyczkach z wojskiem rosyjskim w Przyłukach, Waleryanach i Skryłach. Władze carskie za udział w powstaniu skonfiskowały majątek Rudzica. Poszukiwany przez carskie wojska uciekł przez Wołyń i Odessę do Konstantynopola. Po kilku latach wrócił do kraju i został skazany na zesłanie do guberni archangielskiej. Zmarł w 1885 roku.